# Le avventure di Sinuhe
Le avventure di Sinuhe è una tra le opere più importanti della letteratura dell'Antico Egitto, sicuramente la più conosciuta. Risale al periodo del Medio Regno e fu scritta da un autore ignoto.

## Storia editoriale
Questa opera divenne un classico già nell'antico Egitto, dato che poco tempo dopo la sua stesura venne inserita nelle scuole come materiale letterario di studio, ed ecco la ragione degli innumerevoli ostraka, ossia cocci o pietre su cui venivano incise storie a scopo didattico, rintracciati.
Il suo enorme successo è attestato anche dai numerosi manoscritti ritrovati che hanno attraversato i secoli. Gli esperti ritengono che l'ipotesi di un'autobiografia fantasiosa e romanzata prevalga su quella dell'autobiografia reale, per quanto riguarda la storia di Sinuhe, mentre l'ambientazione storica è accertata e risale alla morte del Faraone Sehetepibtawy (Ammenemat I) che fu il primo sovrano della XII dinastia egizia e che fu ucciso da una congiura di palazzo in un momento in cui il figlio Sesostri I si trovava impegnato in una campagna militare contro le popolazioni libiche, segno di una probabile forte opposizione interna.

## Trama
La storia narra le vicende di Sinuhe, servitore del faraone, che sulla strada del ritorno da una spedizione in Libia viene a conoscenza della guerra civile che sta per scoppiare nel suo paese per la successione al trono a causa della morte improvvisa del Faraone. In preda alla paura, all'incertezza, o comunque in balia di una non meglio spiegata motivazione, decide di fuggire in Siria, dove verrà accolto dal principe dei Beduini: questi gli offre in sposa sua figlia, lo mette a capo di una delle più importanti tribù della sua terra e lo fa vivere nel lusso.
Giunto in età avanzata, Sinuhe riceve l'invito del faraone Sesostri a tornare in Egitto, per ricevere una degna sepoltura. In questo passo il romanzo raggiunge uno dei suoi momenti migliori con le liriche toccanti dell'invito del Faraone e della risposta dell'umile ma ricco servo e con la descrizione del giorno della sepoltura con tutti i riti prestabiliti. Desideroso di rimettere piede sulla sua terra, egli lascia tutti i suoi beni ai figli e fa ritorno in Egitto, benché tema una punizione da parte del faraone per essersi dato alla fuga. Sesostri lo ricopre invece di ogni favore e privilegio, e gli fa anche costruire una bellissima tomba.

## Adattamenti
- Lo scrittore finlandese Mika Waltari scrisse un romanzo vagamente ispirato al testo storico, Sinuhe l'egiziano, da cui fu poi tratto un film.
- Un secondo adattamento romanzato, ma più aderente al testo originale, è stato scritto da Christian Jacq, col titolo di Sinuhe, la spia del Faraone.